# Iphigenia in Tauris (balet)
Iphigenia in Tauris je balet velšského hudebníka a skladatele Johna Calea. Autorkou choreografie je Američanka Nina Winthrop. V případě obou autorů jde o jejich vůbec první dlouhý balet. V představení vystupuje deset tanečníků, v původní verzi vystupovali Jennifer Arnold, Fawn Wong, Alberto Del Saz, Joan Finkelstein, Carl Fink, Reid Hutchins, Sam Yip, Peggy Wallins, Ed Tyler a Richard Move. Jako předloha pro balet posloužila tragédie starověkého řeckého dramatika Eurípida téhož názvu. Dílo zkoumá témata jako tyranie, oběti, soucit a transformace. Balet měl premiéru dne 16. ledna 1991 ve studiu Merce Cunninghama v New Yorku, kde byl za Caleova doprovodu představován až do 19. ledna.